# Palazzo Mirelli di Teora
Le palazzo Mirelli di Teora (autrefois palazzo Barile di Caivano) est un palais de Naples donnant sur la riviera di Chiaia au numéro 66.

## Histoire
Le palais est commencé au XVIIe siècle par l'architecte Cosimo Fanzago pour le compte de la famille Barile di Caivano, mais il ne mène pas les travaux à terme qui sont finalement entrepris par Sanfelice. Ce dernier ajoute un escalier d'honneur ouvert et une décoration baroque napolitaine. Le palais est terminé en 1703 sous Carlo Mirelli, prince de Teora.
Il passe ensuite au comte de Kaunitz, ambassadeur de l'archiduché d'Autriche, qui confie à Carlo Vanvitelli le soin de restaurer le palais à l'occasion du grand bal donné pour fêter les noces de Ferdinand IV de Bourbon et de Marie-Caroline d'Autriche (sœur de Marie-Antoinette) en 1768.
Le palais a donné son nom à la rue qui mène au corso Vittorio Emanuele et qui se termine à sa gauche: via Arco Mirelli. Il existait en effet un arc qui unissait le palais aux maisons adjacentes, remplacées au XIXe siècle par le palazzo Guevara di Bovino.
Le palais est aujourd'hui divisé en appartements et bureaux avec des commerces au rez-de-chaussée.

## Notes et références

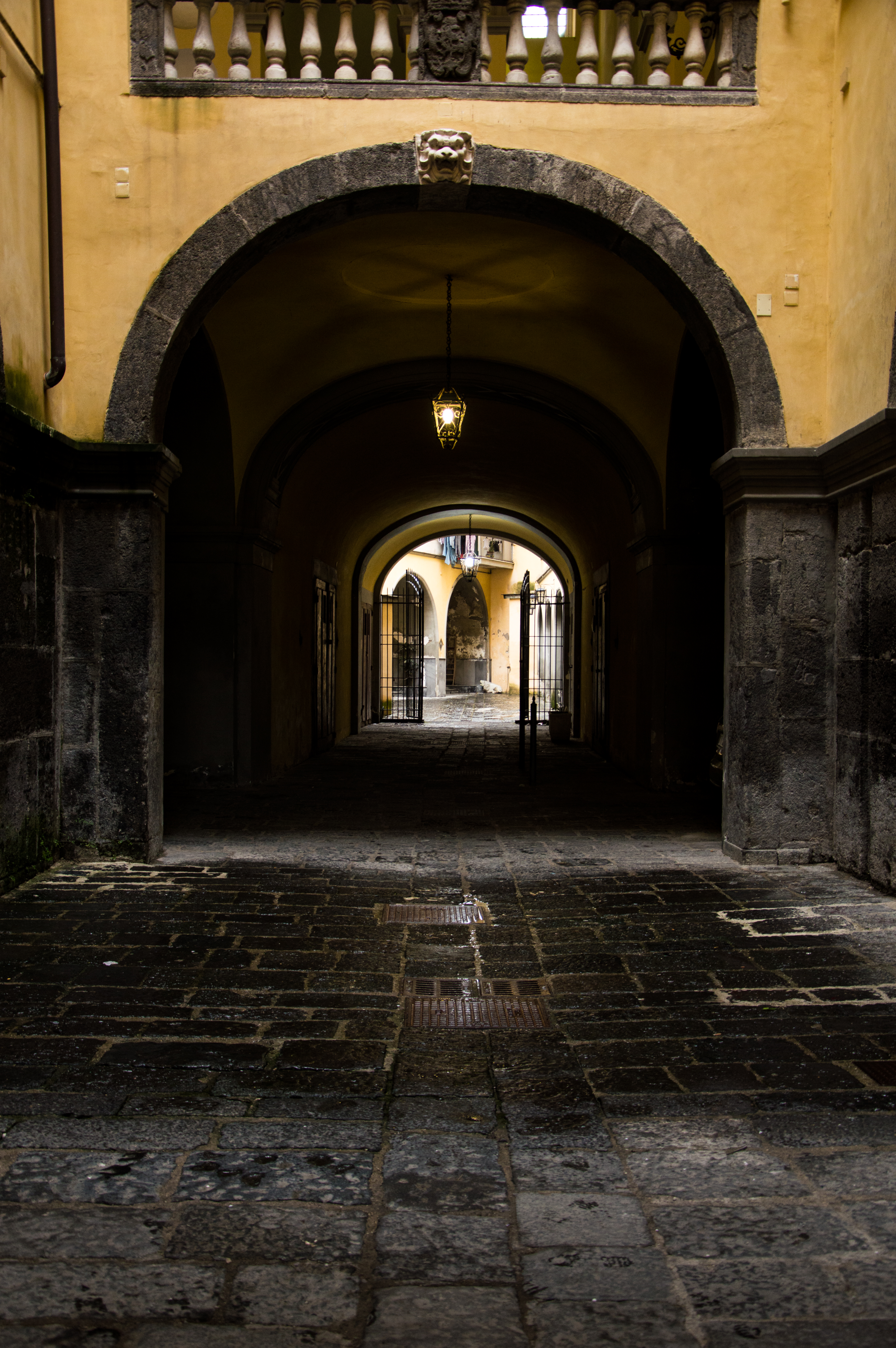
Cour intérieure.

## Source de la traduction
- (it) Cet article est partiellement ou en totalité issu de l’article de Wikipédia en italien intitulé « Palazzo Mirelli di Teora » (voir la liste des auteurs).